# 德灝
德灝，滿洲正黄旗人，清朝軍事將領、武狀元。
乾隆二十八年，登癸未科武进士第一。后出任安徽官安庆左军都司，餘事無考。